# Сендехас-де-ла-Торре
Сендехас-де-ла-Торре (ісп. Cendejas de la Torre) — муніципалітет в Іспанії, у складі автономної спільноти Кастилія-Ла-Манча, у провінції Гвадалахара. Населення — 45 осіб (2010).
Муніципалітет розташований на відстані близько 95 км на північний схід від Мадрида, 46 км на північний схід від Гвадалахари.
На території муніципалітету розташовані такі населені пункти: (дані про населення за 2010 рік)
- Сендехас-де-ла-Торре: 45 осіб
- Карретера-де-Матільяс: 0 осіб

## Демографія
Динаміка населення (INE ):